# Inner Garden
『Inner Garden』（インナー ガーデン）は、2003年12月3日にリリースされた、シンガーソングライター・石川知亜紀（現：石川智晶）の1枚目のアルバム。

## 解説
See-Sawの活動休止中、Somali（ソマリ）としてソロ活動をしていた石川が、See-Sawの活動再開を経た2003年に再びソロ活動を始め、同年にリリースしたものである。
2006年に石川は名義を「石川智晶」に変えたため、石川知亜紀名義でのアルバムはこれが唯一のものとなった。

## 収録曲
- （全曲）作詞・作曲：石川知亜紀

1. cross
2. I Love Me
3. 東京のパノラマ
4. EDEN
5. 傘に入れてよ
6. 夢を見ていた
7. yesterday
8. マナ
9. Like an angel
  - テレビアニメ『高橋留美子劇場 人魚の森』オープニング主題歌
10. 雨の日に恋をした
11. The other life
12. garden

「Like an angel」と「雨の日に恋をした」は後に両A面シングル「Like an angel/雨の日に恋をした」としてリカットされている。